# سفارة أوكرانيا في أنغولا
سفارة أوكرانيا في أنغولا هي أرفع تمثيل دبلوماسي لدولة أوكرانيا لدى أنغولا. تقع السفارة في لواندا وهي تهدف لتعزيز المصالح الأوكرانية في أنغولا.

## وصلات خارجية
- الموقع الرسمي
- قائمة سفارات أوكرانيا
- قائمة السفارات في أنغولا